# Aka (volk)

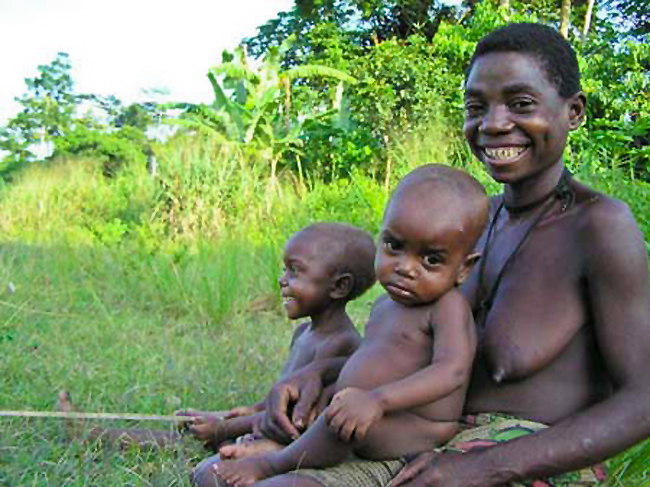
Aka-vrouw met twee kinderen

De Aka vormen een pygmeeënstam van jager-verzamelaars, die woont in de Centraal-Afrikaanse Republiek.
Ze onderhouden economische banden met de Ngandu-landbouwers. Een rapport uit 2005 noemde de Aka-vaders de beste van de wereld. Hun kinderen zijn 47% van de tijd binnen handbereik.
Hun complexe polyfonische muziek werd bestudeerd door verschillende musicologen. Simha Arom maakte veldopnames en Mauro Campagnoli deed een vergelijkende studie van hun muziekinstrumenten.
In 2003 werden hun orale tradities opgenomen in de Lijst van Meesterwerken van het Orale en Immateriële Erfgoed van de Mensheid van de UNESCO.